# Смирај дана на Балкану (роман)
Смирај дана на Балкану је трећи део саге Гордане Куић, српске књижевнице. Књига је први пут објављена 1995. године. Сага представља причу о сефардским Јеврејима, као и повест о другим народима на подручју увек узбурканог Балкана.
Ова трилогија прати судбину породице Салом - Кораћ током готово целог 20. века, од 1914. до 1990. године.
Смирај дана на Балкану је роман који је заокружио причу и затворио трилологију, једном тужном причом о љубавном троуглу. Радња се одвија на почетку ратова условљене распадом Југославије, као крај приче о Саломовима и Кораћима и крај животне приче Вере Кораћ.

## О роману
Главна тема романа Смирај дана на Балкану је љубав у брачном троуглу Вере Кораћ као и паралелне љубавне приче њених пријатељица.
То је роман и са интернационалном темом, будући да је Верин професионални живот (она је организатор семинара енглеског језика које држе познати амерички лингвисти за средњошколске професоре широм Југославије) повезан са бројним путовањима и галеријом ликова наших и страних интелектуалаца. 
Њихови сусрети и разговори сведоче о идејним и културолошким разликама, тачније о сукобу двеју цивилизација: западне (америчке) и источне (балканско-југословенске).
То је и друштвено-историјски роман о актуелним збивањима у Југославији почетком деведесетих, која наговештавају трагичан долазак новог рата. У том смислу, кулминациону тачку у фабули романа представља окупљање свих романескних ликова, различитих националноси и вероисповести, на једном месту у једном дану: велико славље поводом премијере балета који је заснован на истоименом роману главне јунакиње и изведен у Сарајеву, 1991. године, претвара се током ноћи у жесток сукоб и свеопшту тучу. У хумористичко-сатиричном тону, луксузни ресторан славља преображава се у "балканску крчму" раздора.

## Награде
Редакција за културу Телевизије Београд и Вечерњих новости доделила је делу Смирај дана на Балкану Награду Златни бестселер 95.